# Saint-Vaast-lès-Mello
Saint-Vaast-lès-Mello là một xã ở tỉnh Oise Hauts-de-France phía bắc Pháp. Xã Saint-Vaast-lès-Mello nằm ở khu vực có độ cao trung bình 100 mét trên mực nước biển.